# 도쿄 농업대학
도쿄 농업대학(일본어: 東京農業大学,Tokyo University of Agriculture)은 일본의 4년제 사립대학이다. 대학 본부는 도쿄도 세타가야구에 있다.
도쿄농업대학의 기원은 에노모토 다케아키가 1891년에 설립한 일본 최초의 사립 농업학교인 도쿄농업학교이다. 1903년 구제전문학교, 1925년 구제대학으로 승격되었고 종전 후인 1946년 현재의 세타가야 캠퍼스로 이전하였으며 1949년 학제개혁에 따라 신제대학으로 개편되었다. 2017년도까지 농학을 전문으로 취급하는 일본에서 유일한 대학이었다.
교육·연구의 교류와 상호 협력을 통해 지역사회에 공헌하는 것을 목표로하는 도쿄 6대학 (세타가야) 컨소시엄 소속 대학이기도 하다. (소속 대학간의 도서관 상호 이용이 가능하다)
삼성그룹 삼성가의 장남, CJ그룹 명예회장인 이맹희의 모교이기도 하다. 또한 제6대 농림부장관, 강원대학교 설립자 함인섭의 출신 대학이며, 일본의 제126대 천황 나루히토의 남동생 후미히토가 객원교수로, 후미히토 왕세제의 처남이자 일본의 여성 황족 후미히토 친왕비 기코의 남동생 가와시마 슈(川嶋舟)가 교수로 재직하고 있다.

## 교육 및 연구
현재는 기존의 농학 외에도 생명과학, 환경과학, 정보과학, 지역재생 분야도 다루고 있다. 실학주의「実学主義」를 교육이념으로 내걸어 식량문제와 환경문제에 적극적으로 대처하는 것을 목표로 하고 있다.
응용생물과학부의 균주 보존실에는 세균이나 효모등의 미생물 약 7000주가 보존되어 세계 최대의 균주 컬렉션을 자랑한다.
2004년 6월에는 고노 토모히로(河野友宏) 응용 생물 과학부 바이오사이언스학과 교수진들의 연구 그룹이 서울대학교 의과대학 연구팀과 함께 세계 최초로 난자만으로 포유류(쥐)를 발생(단성생식) 시키는데 성공했다고 과학잡지 ' 네이처 ' 에 발표했다. 관련 기사

## 연혁
도쿄 농업대학의 기원은 에노모토 다케아키가 1891년에 설립한 일본 처음의 사립 농업학교이다.
1925년에 도쿄 농업대학(일본 처음의 사립 농업대학)으로 승격했다.
- 1891년 3월 도쿄 이이다바시(飯田橋)에 도쿠가와 육영회(德川育英會) 육영횡(育英黌) 농업과 설립.
- 1892년 오쓰카(大塚)로 이전.
- 1893년 사립 도쿄 농업학교(私立東京農業學校)로 개칭.
- 1897년 대일본농회(大日本農會) 부속 사립 도쿄 농업학교로 개칭.
- 1898년 시부야 도키와마쓰(澁谷 常磐松)로 이전.
- 1901년 대일본농회 부속 도쿄 고등 농업학교로 개칭.
- 1903년 전문학교 인가.
- 1911년 사립 도쿄 농업대학(私立東京農業大學)으로 개칭.
- 1925년 대학령에 의한 도쿄 농업대학으로 승격. 농학부, 예과, 전문부를 설치.
- 1942년 도쿄 고등 조원학교(東京高等造園學校)를 통합.
- 1945년 제2차 세계대전으로 인해 교사를 소실.
- 1946년 현 세타가야(世田谷) 캠퍼스로 이전.
- 1949년 신제(新制) 도쿄 농업대학 발족. 농학부를 설치.
- 1960년 아쓰기(厚木) 중앙농장을 개설.
- 1989년 홋카이도 아바시리시에 오호츠크(オホーツク) 캠퍼스를 설치.
생물산업학부를 신설.
- 1998년 농학부를 개조: 농학부, 응용생물과학부, 지역환경과학부, 국제식료정보학부.
- 1998년 농학부를 농학부, 응용생물과학부, 지역환경과학부, 국제식료정보학부로 분리
- 2002년 대학원 농학 연구과 석사 과정 바이오사이언스 전공, 양조학, 식품 영양학, 농업 공학, 조원학, 국제 바이오 비즈니스학 설치. 대학원 농학연구과 석사과정 국제농업개발학과를 박사전기과정으로 하고 박사후기과정 설치.
- 2004년 대학원 농학 연구과 석사 과정 바이오 사이언스 전공 및 대학원 농학 연구과 석사 과정 국제 바이오 비즈니스학 전공 설치를 박사 전기 과정으로 해, 박사 후기 과정 설치. 음식과 농학「食と農」 박물관 개설.
- 2005년 대학 국제식료정보학부 생물기업정보학과를 대학 국제식료정보학부 국제바이오비즈니스학과로 개칭. 대학원 농학 연구과 박사 후기 과정 생물 환경 조정학 전공, 대학원 농학 연구과 박사 후기 과정 환경 공생학 전공으로 개칭.
- 2006년 대학 농학부 바이오 테라피 학과 및 대학 생물 산업 학부 아쿠아 바이오 학과를 설치.
- 2010년 대학 생물 산업 학부 식품 과학과를 대학 생물 산업 학부 식품 향장 학과로 개칭.
- 2012년 대학 생물 산업 학부 산업 경영학과를 대학 생물 산업 학부 지역 산업 경영학과로 개칭.
- 2014년 대학 응용 생물 과학부 영양 과학과(식품 영양학 전공·관리 영양사 전공)를, 식품 안전 건강 학과와 영양 과학과의 2개 학과로 개편.
- 2016년 창립 125주년. 단기대학부의 모집 정지.
- 2017년 대학 생명과학부 바이오사이언스학과(응용생물과학부에서 개편), 분자생명화학과(신설), 분자미생물학과(신설)를 신설. 지역환경과학부에 지역창생과학과 및 국제식료정보학부에 국제식농과학과를 신설.
- 2018년  대학 농학부 생물자원개발학과, 디자인농학과 설치.축산학과를 동물과학과로 개칭.응용생물과학부 생물응용화학과를 농예화학과로 개칭.생물산업학부 생물생산학과를 북방권 농학과로, 아쿠아바이오학과를 해양수산학과로 개칭.
- 2020년 대학원 농학연구과를 개편하여 응용생물과학연구과 농예화학전공, 양조학전공, 식품안전건강학전공 및 식품영양학전공을 설치.
- 2021년 대학원 생명과학연구과 바이오사이언스전공(농학연구과 개편), 분자생명화학전공(신설), 분자미생물학전공(신설), 지역환경과학연구과 임학전공(농학연구과 개편), 농업공학전공(농학연구과 개편), 조경학전공(농학연구과 개편), 지역창성학전공(신설), 대학원 국제식료농업과학연구과 국제농업개발학전공(농학연구과 개편), 농업경제학교 전공(농학과 개편), 국제애그리비즈니스학과 전공(농학과 개편).

## 캠퍼스
캠퍼스 맵 및 엑세스 일람
- 세타가야(世田谷) 캠퍼스: 대학본부 캠퍼스.
- 도쿄도 세타가야구 사쿠라가오카(櫻丘) 1-1-1.
- 아쓰기(厚木) 캠퍼스: 농학부 캠퍼스.
- 가나가와현 아쓰기시 후나코(船子) 1737.
- 오호츠크(オホーツク) 캠퍼스: 생물산업학부 캠퍼스.
- 홋카이도 아바시리시 야사카(八坂) 196.

## 조직

### 학부
- 농학부
  - 농학과
  - 동물과학과
  - 생물자원개발학과
  - 디자인농학과
- 응용생물과학부
  - 농예화학과
  - 양조과학과
  - 식품안전건강학과
  - 영양과학과
- 생명과학부
  - 바이오사이언스(Bio-Science)학과
  - 분자생명화학과
  - 분자미생물학과
- 지역환경과학부
  - 삼림종합과학과
  - 생산환경공학과
  - 조원과학과
  - 지역창성과학과
- 국제식료정보학부
  - 국제농업개발학과
  - 식료환경경제학과
  - 국제바이오비즈니스학과
- 생물산업학부
  - 북방권농학과
  - 해양수산학과
  - 식향장(食香粧)화학과
  - 산업경영학과
  - 자연자원경영학과

### 대학원
- 농학연구과
- 응용생물과학연구과
- 생명과학과
- 지역환경과학연구과
- 국제식량농업과학연구과
- 생물산업학연구과

### 부속기관
- 대학 부속 기관
  - 학술정보센터 (도서관)
  - 종합연구소
  - 식과 농(食と農)의 박물관
  - 도쿄 농업 대학 종합 연구소
  - 하이테크 리서치 센터
  - 익스텐션 센터
  - 컴퓨터 센터
  - 건강 증진 센터
  - 국제협력센터
  - 유한책임중간법인 도쿄농업대학 출판회
  - 재단법인 농예 진흥회
- 학교법인 부속 기관
  - 가축 진료소
  - 지구자원환경 연구 센터

## 해외 교류 대학
TUA 대학간 교류협정 일람

## 주요 동문
도쿄 농업대학 출신 인물 일람